# Psapharochrus lotor
Psapharochrus lotor là một loài bọ cánh cứng trong họ Cerambycidae.